# Pha Mặt Trăng
Pha Mặt Trăng hay pha của Mặt Trăng là sự xuất hiện của phần bề mặt Mặt Trăng được chiếu sáng bởi Mặt Trời khi quan sát từ một vị trí, thường là từ Trái Đất. Các pha của Mặt Trăng thay đổi một cách tuần hoàn khi Mặt Trăng quay quanh Trái Đất, tùy thuộc vào sự thay đổi vị trí tương đối của ba thiên thể Trái Đất, Mặt Trăng, Mặt Trời. Một nửa bề mặt của Mặt Trăng luôn được chiếu sáng bởi Mặt Trời (ngoại trừ lúc nguyệt thực), và tỉ lệ bán cầu được chiếu sáng khi quan sát từ Trái Đất thay đổi từ 0% (trăng mới hay trăng đầu tháng hoặc sóc) đến 100% (trăng tròn hay vọng). Biên của vùng được chiếu sáng và không được chiếu sáng của bán cầu được gọi là đường phân giới hoặc đường chạng vạng.

## Khái quát

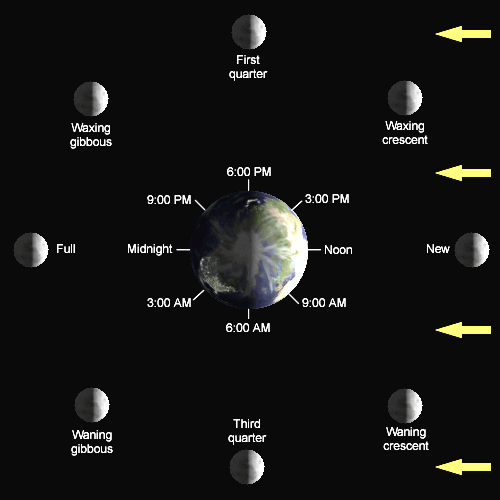
Pha của Mặt Trăng phụ thuộc vào vị trí của nó trên quỹ đạo quanh Trái Đất và vị trí của Trái Đất trên quỹ đạo quanh Mặt Trời. Hình vẽ này nhìn xuống Trái Đất từ cực bắc. Sự tự quay của Trái Đất và sự quay của Mặt Trăng trên quỹ đạo theo chiều ngược chiều kim đồng hồ. Ánh sáng Mặt Trời đến từ phía phải, ký hiệu bằng các mũi tên màu vàng. Từ hình này chúng ta thấy trăng tròn luôn xuất hiện khi Mặt Trời lặn và trăng lưỡi liềm già lên cao nhất vào khoảng 9 giờ tối giờ địa phương. Hình vẽ không theo tỉ lệ.

Các pha của Mặt Trăng là kết quả từ việc nhìn bán cầu được chiếu sáng của Mặt Trăng từ những vị trí hình học khác nhau; những phần tối đó không phải là do bóng của Trái Đất che lấp Mặt Trăng xảy ra trong quá trình nguyệt thực. Mặt Trăng thể hiện các pha khác nhau khi vị trí hình học tương đối của Mặt Trời, Trái Đất và Mặt Trăng thay đổi, trăng tròn (vọng) hiện lên khi Mặt Trời và Mặt Trăng ở hai phía đối diện của Trái Đất, và trăng mới (sóc) hiện lên khi chúng cùng ở một phía so với Trái Đất. Các pha trăng tròn và trăng mới là những ví dụ của hiện tượng sóc vọng, xảy ra khi Trái Đất, Mặt Trăng và Mặt Trời nằm gần theo một đường thẳng. Thời gian giữa hai lần trăng tròn (tháng âm lịch) trung bình khoảng 29,53 ngày (29 ngày 12 giờ 44 phút) (từ đây, khái niệm về khoảng của một chu kỳ thời gian của một tháng được suy ra). Tháng giao hội này dài hơn thời gian để Mặt Trăng quay được một vòng quanh quỹ đạo của Trái Đất so với các ngôi sao cố định ở xa (gọi là tháng thiên văn, dài khoảng 27,32 ngày). Sự khác nhau này là do trong khi hệ Mặt Trăng-Trái Đất quay quanh Mặt Trời thì Mặt Trăng cũng di chuyển trên quỹ đạo quanh Trái Đất.
Thời gian thực giữa hai lần sóc vọng hoặc hai pha hơi biến đổi một chút vì quỹ đạo của Mặt Trăng có dạng elip và chịu nhiều nhiễu loạn có tính chu kỳ, khiến cho vận tốc trên quỹ đạo của nó bị thay đổi. Khi Mặt Trăng gần Trái Đất hơn, nó di chuyển nhanh hơn, khi nó ở xa so với Trái Đất, nó di chuyển chậm hơn. Quỹ đạo của Trái Đất quanh Mặt Trời cũng là một hình elip, do đó vận tốc của nó cũng bị thay đổi, và tổng hợp lại làm ảnh hưởng đến các pha của Mặt Trăng.
Chúng ta mong đợi rằng mỗi tháng một lần khi Mặt Trăng đi vào giữa Trái Đất và Mặt Trời trong giai đoạn trăng mới, bóng của nó sẽ chiếu lên Trái Đất gây ra hiện tượng nhật thực. Tương tự như vậy, trong giai đoạn trăng tròn chúng ta mong rằng bóng của Trái Đất sẽ che khuất Mặt Trăng, dẫn đến hiện tượng nguyệt thực. Nhưng hai hiện tượng này không xảy ra hàng tháng được bởi vì mặt phẳng quỹ đạo của Mặt Trăng quanh Trái Đất bị nghiêng khoảng 5 độ so với mặt phẳng quỹ đạo của Trái Đất quanh Mặt Trời (gọi là mặt phẳng hoàng đạo). Do vậy, khi đến thời điểm trăng mới hoặc trăng tròn, Mặt Trăng nằm ở phía bắc hoặc nam đường nối Trái Đất và Mặt Trời. Mặc dù thiên thực chỉ có thể xảy ra khi Mặt Trăng ở thời điểm trăng mới hoặc trăng tròn, vị trí của nó cũng phải nằm gần ở giao điểm của mặt phẳng quỹ đạo của Mặt Trăng với mặt phẳng quỹ đạo của Trái Đất (còn gọi là giao điểm Mặt Trăng). Vị trí thuận lợi của Mặt Trăng xảy ra khoảng hai lần trong một năm, và do đó có khoảng 4 đến 7 lần thiên thực trong năm. Hầu hết chúng chỉ là sự che khuất một phần, và sự che khuất toàn phần hiếm khi xảy ra.

## Tên của các pha Mặt Trăng

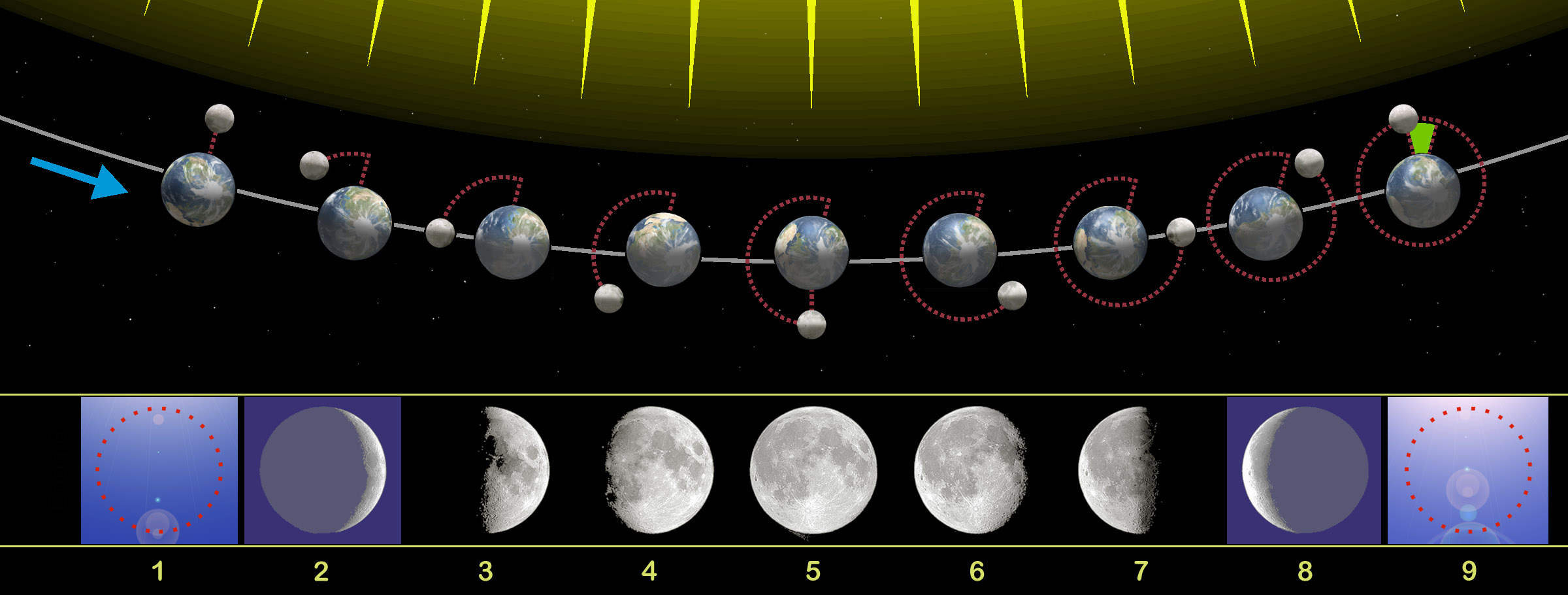
Các pha của Mặt Trăng nhìn từ Bắc bán cầu. Khi nhìn từ Nam bán cầu mỗi pha sẽ quay ngược 180°. Phần trên của hình vẽ không theo tỷ lệ, với khoảng cách từ Trái Đất đến Mặt Trăng xa hơn nhiều.

Tên các pha của Mặt Trăng theo thứ tự như sau (có 8 pha của Mặt Trăng):
| Pha                                                       | Bắc bán cầu                                                             | Nam bán cầu                                                             | Thời điểm nhìn thấy              | Thời gian lên đến đỉnh điểm (trung bình của pha) |
| --------------------------------------------------------- | ----------------------------------------------------------------------- | ----------------------------------------------------------------------- | -------------------------------- | ------------------------------------------------ |
| 1-Trăng mới (Sóc)                                         | Không nhìn thấy, theo quy ước là trăng lưỡi liềm nhìn thấy lần đầu tiên | Không nhìn thấy, theo quy ước là trăng lưỡi liềm nhìn thấy lần đầu tiên | Sau khi Mặt Trời lặn             | 12g                                              |
| 2-Trăng lưỡi liềm đầu tháng (Trăng non)                   | Phải, nhìn thấy 1–49%                                                   | Trái, nhìn thấy 1–49%                                                   | Buổi chiều và sau lúc chạng vạng | 15h                                              |
| 3-Bán nguyệt đầu tháng (Trăng thượng huyền)               | Phải, nhìn thấy 50%                                                     | Trái, nhìn thấy 50%                                                     | Buổi chiều và sớm ban đêm        | 18h                                              |
| 4-Trăng khuyết đầu tháng (Trăng trương huyền tròn dần)    | Phải, nhìn thấy 51–99%                                                  | Trái, nhìn thấy 51–99%                                                  | Cuối buổi chiều và cả đêm        | 21h                                              |
| 5-Trăng tròn (Vọng, hay Trăng rằm)                        | Nhìn thấy toàn bộ                                                       | Nhìn thấy toàn bộ                                                       | Nhìn thấy cả đêm                 | 0h                                               |
| 6-Trăng khuyết cuối tháng (Trăng trương huyền khuyết dần) | Trái, nhìn thấy 51–99%                                                  | Phải, nhìn thấy 51–99%                                                  | Cả đêm và sáng sớm               | 3h                                               |
| 7-Bán nguyệt cuối tháng (Trăng hạ huyền)                  | Trái, nhìn thấy 50%                                                     | Phải, nhìn thấy 50%                                                     | Cuối ban đêm và buổi sáng        | 6h                                               |
| 8-Trăng lưỡi liềm cuối tháng (Trăng tàn, trăng xế)        | Trái, nhìn thấy 1–49%                                                   | Phải, nhìn thấy 1–49%                                                   | Trước bình minh và buổi sáng     | 9h                                               |
| 9-Trăng tối (Không trăng)                                 | Không nhìn thấy, theo quy ước là trăng lưỡi liềm nhìn thấy lần cuối     | Không nhìn thấy, theo quy ước là trăng lưỡi liềm nhìn thấy lần cuối     | Trước khi Mặt Trời mọc           | 12h                                              |

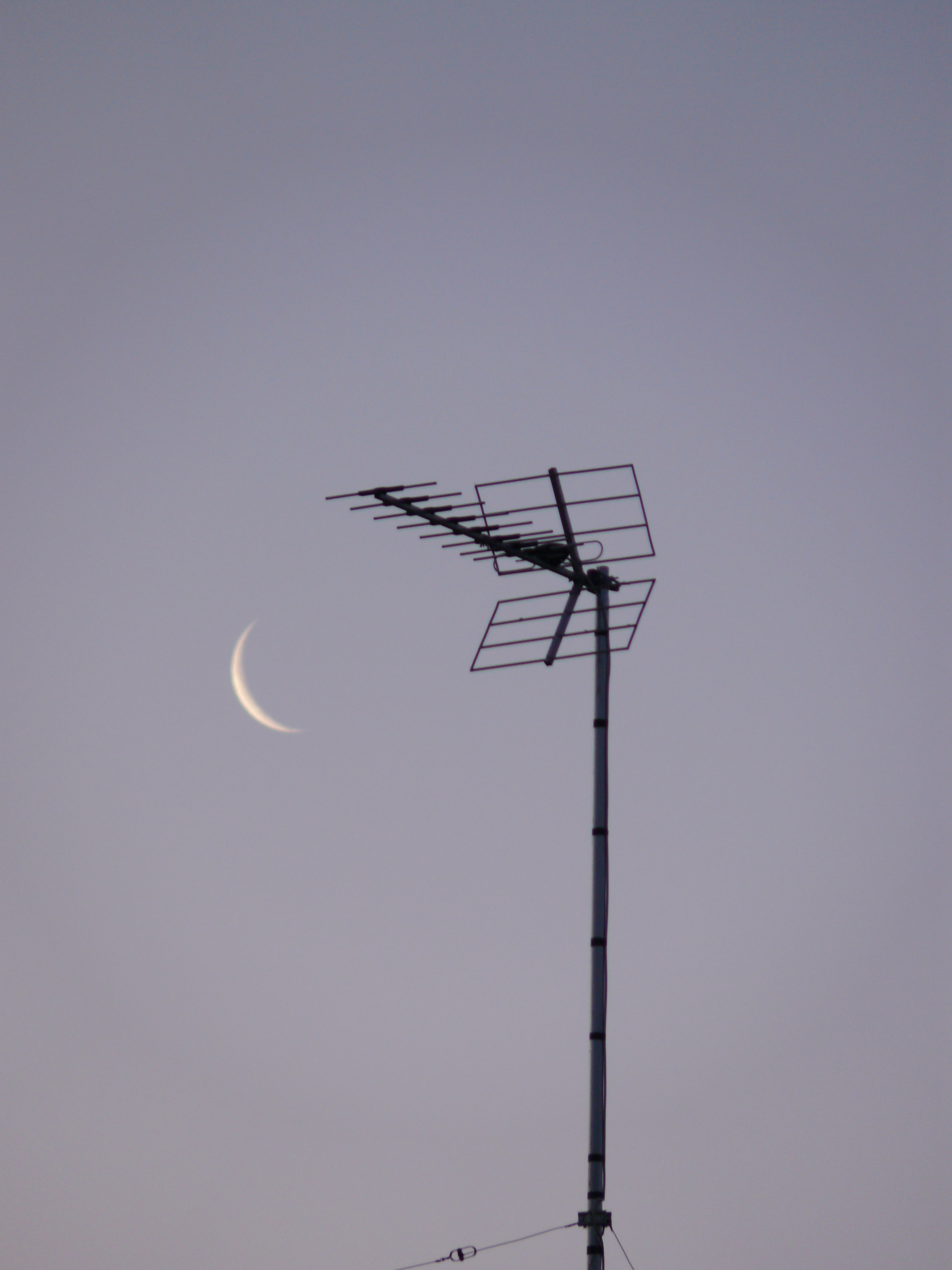
Trăng lưỡi liềm cuối tháng ở Frontignan, Pháp.

Khi Mặt Trời và Mặt Trăng sắp hàng nằm về cùng một phía so với Trái Đất, thì Mặt Trăng là "mới" và không nhìn thấy được phần Mặt Trăng được Mặt Trời chiếu sáng. Khi Mặt Trăng tròn dần (diện tích bề mặt của nó được chiếu sáng tăng lên khi nhìn từ Trái Đất), các pha của nó bắt đầu từ trăng mới, trăng lưỡi liềm, bán nguyệt đầu tháng, trăng khuyết, trăng tròn, sau đó lại là trăng khuyết, bán nguyệt cuối tháng, trăng lưỡi liềm và không trăng (bắt đầu trăng non). Nửa vầng trăng thường nhắc đến bán nguyệt đầu tháng (trăng thượng huyền) hoặc bán nguyệt cuối tháng (trăng hạ huyền). Thuật ngữ tuần trăng (thượng tuần, trung tuần và hạ tuần) là để chỉ sự kéo dài của chu kỳ pha Mặt Trăng.
Khi một hình cầu được chiếu sáng trên bán cầu của nó và nhìn nó dưới một góc, tỉ lệ diện tích được chiếu sáng được trông thấy sẽ là một hình hai chiều xác định bởi giao của một hình elip và hình tròn (trong đó trục lớn của elip bằng đường kính của đường tròn). Nếu một nửa elip ghép lồi với một nửa hình tròn thì hình thu được là hình tròn khuyết (phình ra ngoài), trong khi nếu một nửa elip ghép lõm với một nửa hình tròn thì hình thu được là hình lưỡi liềm. Khi Trăng lưỡi liềm xuất hiện, hiện tượng ánh sáng Trái Đất có thể xảy ra, theo đó phần tối của Mặt Trăng phản xạ hơi mờ ánh sáng từ Trái Đất.
Ở Bắc bán cầu, nếu phần bên trái của Mặt Trăng là tối thì phần được chiếu sáng sẽ tăng diện tích lên trong tháng, và Mặt Trăng được gọi là tròn dần (chuyển dịch dần về phía trăng tròn). Nếu phần phải của Mặt Trăng là tối thì phần được chiếu sáng sẽ giảm dần diện tích, và Mặt Trăng được gọi là khuyết dần (chuyển dịch dần về phía trăng mới). Giả sử rằng vị trí chúng ta quan sát ở Bắc bán cầu, phần bên phải của Mặt Trăng luôn luôn tăng lên (tức là nếu phần bên phải đang là tối, thì Mặt Trăng sẽ trở lên tối dần, nếu phần bên phải của Mặt Trăng sáng, thì Mặt Trăng đang sáng dần lên).

## Lịch

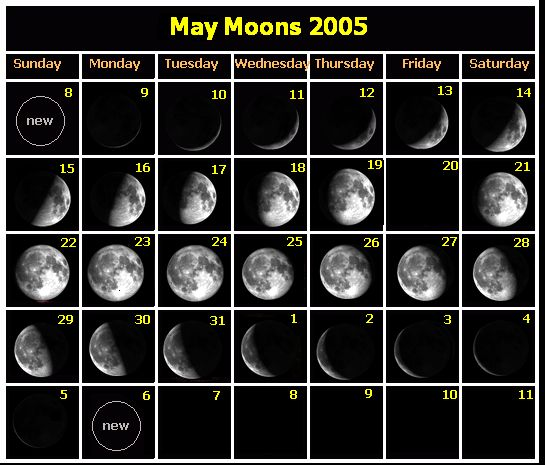
Âm lịch tháng 5-6 năm 2005 và các pha mặt trăng

Độ dài trung bình của một tháng trong năm, bằng 1/12 của năm, là khoảng 30,44 ngày, trong khi chu kỳ pha của Mặt Trăng (chu kỳ giao hội) lặp lại khoảng 29,53 ngày. Do vậy việc tính thời gian cho các pha của Mặt Trăng dịch chuyển trung bình khoảng một ngày cho các tháng kế tiếp. Khi chúng ta chụp ảnh các pha Mặt Trăng mỗi ngày trong một tháng, bắt đầu từ buổi tối sau khi Mặt Trời lặn, cứ lặp lại chụp ảnh đều đặn sau khoảng 25 phút ở các ngày tiếp theo, và kết thúc chụp đến cuối tháng vào buổi sáng trước khi Mặt Trời mọc, ta sẽ thu được một bức ảnh tổ hợp như hình bên từ ngày 8 tháng 5 năm 2005 đến ngày 6 tháng 6 năm 2005. Không có bức ảnh cho ngày 20 tháng 5 do bức ảnh phải chụp trước nửa đêm vào ngày 19 tháng 5, và sau nửa đêm vào ngày 21 tháng 5. Tương tự, ta có thể liệt kê thời gian trăng mọc và trăng lặn trên lịch, một số ngày sẽ được bỏ qua. Khi Mặt Trăng mọc vừa trước nửa đêm của một đêm thì nó sẽ mọc vừa sau nửa đêm của đêm tiếp theo. 'Ngày bỏ qua' chỉ là của lịch nhân tạo và không phải là do sự bất thường của Mặt Trăng.

## XEM THÊM
- Trăng xanh
- Giao điểm Mặt Trăng
- Tháng
- Quan sát Mặt Trăng
- Quỹ đạo của Mặt Trăng
- Ánh sáng hành tinh
- Pha hành tinh
- Bảng các pha Mặt Trăng
- Thủy triều

### Tổng quan
- Pha của Mặt Trăng trên YouTube
- Ảnh Mặt Trăng theo thời gian thực Lưu trữ ngày 17 tháng 11 năm 2015 tại Wayback Machine
- Dịch vụ của Hải quân Mỹ về các pha Mặt Trăng Lưu trữ ngày 12 tháng 9 năm 2010 tại Wayback Machine / Mặt Trăng nhìn giống gì ngày nay Lưu trữ ngày 28 tháng 5 năm 2010 tại Wayback Machine (Đài quan sát Hải quân Mỹ)
- Tên gọi các pha Mặt Trăng trong tiếng Anh
- Ảnh thiên văn chụp các pha của Mặt Trăng Lưu trữ ngày 27 tháng 2 năm 2009 tại Wayback Machine của Michael Myers
- Mặt Trăng bên dưới đường xích đạo Lưu trữ ngày 13 tháng 2 năm 2010 tại Wayback Machine
- Pha của Mặt Trăng
- Độ dài của chu kỳ Mặt Trăng (Phân tích bằng phương pháp số)
- Pha Mặt Trăng trực tuyến, thời gian mọc và lặn của Mặt Trăng vvà Mặt Trời[liên kết hỏng]
- Pha Mặt Trăng và sự đu đưa của nó năm 2013 NASA.gov

### Cho giáo dục
- Starchild: Moonlight Madness Trò chơi các pha Mặt Trăng
- Quia 3rd Grade SOL 3.8 – Trò chơi đặt các pha của Mặt Trăng theo đúng thứ tự